# Гонсалвес, Вик
Виктор Алберт (Вик) Гонсалвес (нидерл. Victor Albert "Vic" Gonsalves); 20 октября 1887, Чиребон — 28 августа 1922, Амстердам) — нидерландский футболист, игравший на позиции полузащитника. Наиболее известен как игрок клуба ХБС, в составе которого выступал на протяжении шести лет.
Начинал карьеру в клубе «Квик» из Гааги, а в 1905 году перешёл в ХБС. В составе сборной Нидерландов сыграл три товарищеских матча — был членом олимпийской команды на Олимпийских играх 1908 года, но на турнире не сыграл и не получил бронзовую медаль.

## Личная жизнь
Виктор Алберт родился в октябре 1887 года в городе Чиребон на территории Голландской Ост-Индии. Отец — Алберт Дьёдонне Гонсалвес, был родом из Чиребона, мать — Гертрюде Вилхелмина Якоба Брёйн, родилась в Беннекоме. Помимо него, в семье был ещё старший сын по имени Максимилиан Эгберт, родившийся в 1885 году. Их дедушка по линии отца был родом из индийского города Бомбей.
Гонсалвес умер 28 августа 1922 года в возрасте 34 лет в Амстердаме. В последние годы жизни у него были серьёзные проблемы со здоровьем, на протяжении трёх лет он проживал в Давосе, но затем вернулся обратно в Нидерланды. Похоронен 30 августа на территории кладбища Зоргвлид в Амстердаме.

## Матчи и голы за сборную
| № | Дата           | Оппонент      | Д / Г | Счёт | Голы | Соревнование      |
| - | -------------- | ------------- | ----- | ---- | ---- | ----------------- |
| 1 | 21 марта 1909  | Бельгия       | Г     | 1:4  | —    | Товарищеский матч |
| 2 | 12 апреля 1909 | Англия (люб.) | Д     | 0:4  | —    | Товарищеский матч |
| 3 | 13 марта 1910  | Бельгия       | Г     | 3:2  | —    | Товарищеский матч |

1. ↑  Не является официальным товарищеским матчем ФИФА.

Итого: 3 матча / 0 голов; 1 победа, 2 поражения.